# Nati nel 1828
| Questa pagina contiene informazioni ricavate automaticamente dalle voci biografiche con l'ausilio del template Bio e di un bot. L'aggiornamento è periodico e automatico e ricostruisce completamente la pagina. Se manca una persona in questa lista, sei pregato di non aggiungerla, ma accertati piuttosto che la sua voce biografica contenga il template Bio e che i dati anagrafici siano correttamente compilati. Se il template Bio manca, inseriscilo tu stesso o, in alternativa, metti l'avviso {{tmp\|Bio}} che ne segnala la mancanza. Se i dati riportati sono sbagliati, correggi direttamente la voce biografica; le modifiche saranno visibili in questa lista entro pochi giorni. Per chiarimenti vedi il progetto biografie. La lista contiene solo le 368 persone che sono citate nell'enciclopedia e per le quali è stato implementato correttamente il template Bio. Pagina aggiornata al 18 ago 2025. |

## Gennaio(28)
- 1º gennaio - François Marie Leroy, presbitero francese († 1905)
- 3 gennaio - Émile Bescherelle, botanico francese († 1903)
- 4 gennaio - Agostino Ferrarini, scultore italiano († 1898)
- 6 gennaio - Jean Louis Émile Boudier, farmacista e micologo francese († 1920)
- 6 gennaio - Herman Grimm, scrittore e storico dell'arte tedesco († 1901)
- 9 gennaio - Gerardo De Felice, brigante italiano († 1866)
- 10 gennaio - Hermann Dahlen von Orlaburg, militare e politico austriaco († 1887)
- 10 gennaio - John Thompson Hoffman, politico statunitense († 1888)
- 10 gennaio - Henry Hooker, allevatore statunitense († 1907)
- 13 gennaio - J.P. Knight, ingegnere britannico († 1886)
- 14 gennaio - Sebastiano De Albertis, pittore italiano († 1897)
- 14 gennaio - Pietro Foti, patriota e politico italiano († 1909)
- 14 gennaio - Luigi Indelli, politico italiano († 1903)
- 20 gennaio - Domenico Bassetti, militare e patriota italiano († 1871)
- 21 gennaio - Clémence de Grandval, pianista e compositrice francese († 1907)
- 22 gennaio - Dora d'Istria, scrittrice e nobildonna romena († 1888)
- 23 gennaio - Saigō Takamori, militare giapponese († 1877)
- 24 gennaio - Ferdinand Julius Cohn, botanico e biologo tedesco († 1898)
- 25 gennaio - Ion Bălaceanu, politico rumeno († 1914)
- 25 gennaio - Charles Allston Collins, pittore e scrittore inglese († 1873)
- 26 gennaio - Hubert Geresme, operaio francese († 1890)
- 27 gennaio - Francesco Mastellari, pittore italiano († 1901)
- 28 gennaio - Michel Abeloos, scultore belga († 1881)
- 28 gennaio - Roberto Ardigò, filosofo e pedagogista italiano († 1920)
- 28 gennaio - Luigi Krumm, imprenditore e politico italiano († 1899)
- 30 gennaio - Rainilaiarivony, politico malgascio († 1896)
- 30 gennaio - Giuseppe Toscanelli, politico e patriota italiano († 1891)
- 31 gennaio - Ludwig Fischer, botanico svizzero († 1907)

## Febbraio(29)
- 1º febbraio - Meyer Guggenheim, imprenditore statunitense († 1905)
- 2 febbraio - Costanza Rovelli, soprano italiano († 1884)
- 6 febbraio - Cheri Dubreuil, pittore francese
- 7 febbraio - Adolphe-Louis-Albert Perraud, cardinale e vescovo cattolico francese († 1906)
- 8 febbraio - Antonio Cagnoni, compositore italiano († 1896)
- 8 febbraio - Antonio Cánovas del Castillo, politico spagnolo († 1897)
- 8 febbraio - Pasquale Valsecchi, politico italiano († 1900)
- 8 febbraio - Jules Verne, scrittore francese († 1905)
- 11 febbraio - Placido Balegno di Carpeneto, generale italiano († 1881)
- 11 febbraio - Emily Mary Osborn, pittrice britannica († 1925)
- 12 febbraio - Enrico de Dominicis, arcivescovo cattolico italiano († 1908)
- 12 febbraio - Robert Ransom, generale statunitense († 1892)
- 12 febbraio - Antonio Sbrolli, arcivescovo cattolico italiano († 1888)
- 14 febbraio - Edmond About, scrittore, giornalista e critico d'arte francese († 1885)
- 14 febbraio - Sisino de Pretis Cagnodo, politico austriaco († 1890)
- 14 febbraio - Eugenio Sansoni, politico italiano († 1906)
- 15 febbraio - Federico Fratini, patriota e politico italiano († 1877)
- 15 febbraio - Paolo Volpi Manni, politico italiano († 1892)
- 15 febbraio - Gustavus von Tempsky, avventuriero, giornalista e scrittore tedesco († 1868)
- 18 febbraio - Pietro Ghinzoni, archivista, storico e patriota italiano († 1895)
- 19 febbraio - John Dugdale Astley, politico, militare e dirigente sportivo britannico († 1894)
- 19 febbraio - Ludwig Kugelmann, medico e attivista tedesco († 1902)
- 19 febbraio - Luigi Steffani, pittore italiano († 1898)
- 20 febbraio - Charles Wimar, pittore e illustratore statunitense († 1862)
- 22 febbraio - Frederick William Mackey Holliday, politico statunitense († 1899)
- 25 febbraio - Bartolomeo Malfatti, geografo, storico e etnografo italiano († 1892)
- 27 febbraio - Kanō Hōgai, pittore giapponese († 1888)
- 28 febbraio - Theodore Charles Hilgard, medico, micologo e botanico tedesco († 1873)
- 28 febbraio - Antonio Rotta, pittore italiano († 1903)

## Marzo(27)
- 2 marzo - Jefferson Columbus Davis, generale statunitense († 1879)
- 2 marzo - Francesco Rospigliosi Pallavicini, nobile e politico italiano († 1887)
- 3 marzo - William Cairns, politico britannico († 1888)
- 4 marzo - Carl Johan Anderson, viaggiatore svedese († 1867)
- 5 marzo - Gennaro De Vivo, vescovo cattolico italiano († 1893)
- 6 marzo - John Douglas, politico britannico († 1904)
- 7 marzo - Edmond Gondinet, scrittore e drammaturgo francese († 1888)
- 12 marzo - Gaspare Campari, imprenditore italiano († 1882)
- 12 marzo - Benjamin Leigh Smith, navigatore e esploratore britannico († 1913)
- 13 marzo - Sébastien Lespès, militare francese († 1897)
- 15 marzo - Salvatore Grita, scultore e critico d'arte italiano († 1912)
- 16 marzo - Pavol Dobšinský, scrittore, etnografo e pastore protestante slovacco († 1885)
- 17 marzo - Giuseppe Manfredi, magistrato, politico e patriota italiano († 1918)
- 18 marzo - Orestes Brownson, editore, educatore e giornalista statunitense († 1892)
- 18 marzo - William Randal Cremer, politico britannico († 1908)
- 20 marzo - Federico Carlo di Prussia, generale prussiano († 1885)
- 20 marzo - Henrik Ibsen, drammaturgo, poeta e regista teatrale norvegese († 1906)
- 20 marzo - Simone Pacoret de Saint-Bon, ammiraglio e politico italiano († 1892)
- 20 marzo - Louis Sussmann-Hellborn, pittore e scultore tedesco († 1908)
- 21 marzo - Raffaele Canevari, ingegnere italiano († 1900)
- 21 marzo - Benito Sanz y Forés, cardinale e arcivescovo cattolico spagnolo († 1895)
- 22 marzo - Ignazio Affanni, pittore italiano († 1889)
- 22 marzo - Vittorio Bersezio, scrittore e giornalista italiano († 1900)
- 24 marzo - Nunzio Tamburrini, brigante italiano († 1874)
- 27 marzo - Charles Pêtre, scultore francese († 1907)
- 28 marzo - Melchior Anderegg, alpinista svizzero († 1914)
- 28 marzo - Étienne Carjat, disegnatore, fotografo e giornalista francese († 1906)

## Aprile(28)
- 1º aprile - Lucinda Banister Chandler, scrittrice statunitense († 1911)
- 3 aprile - Pierre Chanoux, presbitero, alpinista e botanico italiano († 1909)
- 4 aprile - Margaret Oliphant Oliphant, scrittrice e poetessa scozzese († 1897)
- 5 aprile - Pietro Platania, compositore italiano († 1907)
- 6 aprile - Pasquale Sarullo, francescano, presbitero e pittore italiano († 1893)
- 8 aprile - Vincenzo Pace, politico italiano († 1901)
- 11 aprile - Costanzo Norante, politico italiano († 1886)
- 12 aprile - Jules Jacques Veyrassat, pittore e incisore francese († 1893)
- 13 aprile - Josephine Butler, attivista britannica († 1906)
- 13 aprile - Giovanni Nepomuceno Glavina, arcivescovo cattolico sloveno († 1899)
- 14 aprile - Adalbert J. Volck, odontoiatra e fumettista tedesco († 1912)
- 17 aprile - Ulysse Parent, attivista francese († 1880)
- 18 aprile - Nicola Amore, avvocato e politico italiano († 1894)
- 18 aprile - Octave Gréard, pedagogo francese († 1904)
- 20 aprile - Amanzia Guérillot, pittrice e scultrice italiana († 1905)
- 21 aprile - Anselme Mathieu, poeta francese († 1895)
- 21 aprile - Alexander Pagenstecher, oculista tedesco († 1879)
- 21 aprile - Giandomenico Romano, patriota e politico italiano († 1888)
- 21 aprile - Hippolyte Taine, filosofo, storico e critico letterario francese († 1893)
- 22 aprile - Jules Ferrette, vescovo cristiano orientale francese († 1904)
- 22 aprile - Giovanni Kminek-Szedlo, egittologo ceco († 1896)
- 23 aprile - Alberto di Sassonia, sovrano († 1902)
- 23 aprile - Fenton John Anthony Hort, presbitero e teologo irlandese († 1892)
- 24 aprile - Placido Wolter, presbitero tedesco († 1908)
- 26 aprile - Francesco Graziani, baritono italiano († 1901)
- 27 aprile - Leopold Auerbach, anatomista e patologo tedesco († 1897)
- 28 aprile - Luigi Amabile, medico, storico e politico italiano († 1892)
- 29 aprile - Stéphane Tarnier, medico francese († 1897)

## Maggio(26)
- 1º maggio - Adelardo López de Ayala, scrittore e politico spagnolo († 1879)
- 1º maggio - George Clarkson Stanfield, pittore britannico († 1878)
- 2 maggio - Antonio Maria Ceriani, presbitero italiano († 1907)
- 2 maggio - Désiré Charnay, esploratore, archeologo e fotografo francese († 1915)
- 5 maggio - Hanna Barvinok, scrittrice ucraina († 1911)
- 5 maggio - Albert Marth, astronomo tedesco († 1897)
- 5 maggio - Robert von Puttkamer, politico prussiano († 1900)
- 7 maggio - Félix António de Brito Capello, biologo e aracnologo portoghese († 1879)
- 7 maggio - Effie Gray, nobildonna britannica († 1897)
- 8 maggio - Henry Dunant, filantropo e imprenditore svizzero († 1910)
- 8 maggio - Charbel Makhluf, monaco cristiano e presbitero libanese († 1898)
- 9 maggio - Enrico d'Asburgo-Lorena, nobile († 1891)
- 9 maggio - Johannes Müller Argoviensis, botanico svizzero († 1896)
- 9 maggio - Ciro Pinsuti, compositore italiano († 1888)
- 12 maggio - Johannes Rietstap, araldista e genealogista olandese († 1891)
- 12 maggio - Dante Gabriel Rossetti, pittore e poeta britannico († 1882)
- 14 maggio - Tancredi Canonico, giurista e politico italiano († 1908)
- 14 maggio - Adalbert von Waltenhofen, fisico austriaco († 1914)
- 17 maggio - Otto Andreas Lowson Mørch, naturalista svedese († 1878)
- 17 maggio - Eberhard II von Waldburg-Wurzach, principe e politico tedesco († 1903)
- 18 maggio - Gherardo Nerucci, avvocato e storico italiano († 1906)
- 22 maggio - Angelo Di Pietro, cardinale e arcivescovo cattolico italiano († 1914)
- 22 maggio - Albrecht von Graefe, oculista e chirurgo tedesco († 1870)
- 23 maggio - Edward Hitchcock, medico e educatore statunitense († 1911)
- 27 maggio - Charles Henry Spencer-Churchill, militare britannico († 1877)
- 31 maggio - Oreste Sindici, compositore italiano († 1904)

## Giugno(29)
- 1º giugno - Cesare Scarinci, ufficiale e patriota italiano († 1849)
- 1º giugno - David S. Stanley, generale statunitense († 1902)
- 2 giugno - Antelmo Severini, orientalista e traduttore italiano († 1909)
- 4 giugno - George Cubitt, I barone Ashcombe, nobile e politico britannico († 1917)
- 5 giugno - Luigi Celleri, mineralogista italiano († 1900)
- 5 giugno - Friedrich Gaedcke, chimico tedesco († 1890)
- 6 giugno - Andreas Allescher, micologo tedesco († 1903)
- 7 giugno - Boris Nikolaevič Čičerin, filosofo russo († 1904)
- 9 giugno - Stanislao Bechi, militare italiano († 1863)
- 9 giugno - George Goldie, architetto inglese († 1887)
- 9 giugno - Edmond Saglio, archeologo francese († 1911)
- 11 giugno - Costantino Nigra, nobile, filologo e poeta italiano († 1907)
- 12 giugno - Luiza Pesjak, scrittrice, poetessa e traduttrice slovena († 1898)
- 13 giugno - Jules-Élie Delaunay, pittore francese († 1891)
- 13 giugno - Bindon Stoney, ingegnere e astronomo irlandese († 1909)
- 17 giugno - Johann Nepomuk Czermak, fisiologo austriaco († 1873)
- 18 giugno - Henri Tolain, politico e giornalista francese († 1897)
- 19 giugno - Mór Than, pittore ungherese († 1899)
- 20 giugno - Antonio De Witt, politico italiano († 1889)
- 20 giugno - Trang Ý, imperatrice vietnamita († 1902)
- 21 giugno - Giuseppe Bruno, matematico italiano († 1893)
- 21 giugno - Antonio Curò, ingegnere, alpinista e entomologo italiano († 1906)
- 21 giugno - Ferdinand André Fouqué, geologo francese († 1904)
- 22 giugno - Salvatore Gangitano, politico italiano († 1892)
- 23 giugno - Johannes Schilling, scultore tedesco († 1910)
- 25 giugno - Angelo Melotto, presbitero e missionario italiano († 1859)
- 27 giugno - Samuele Zopfi, imprenditore svizzero († 1888)
- 28 giugno - Alexandre Franquet, ammiraglio francese († 1907)
- 30 giugno - Frederick Low, politico statunitense († 1894)

## Luglio(29)
- 3 luglio - Władysław Czartoryski, nobile, diplomatico e filantropo polacco († 1894)
- 3 luglio - Francesco Saverio Sipari, scrittore, poeta e politico italiano († 1874)
- 4 luglio - Wilhelm Ahlwardt, arabista tedesco († 1909)
- 4 luglio - James Johnston Pettigrew, generale statunitense († 1863)
- 5 luglio - Maria Baderna, danzatrice italiana († 1892)
- 7 luglio - Heinrich von Ferstel, architetto austriaco († 1883)
- 8 luglio - Gabriel Ranvier, militare francese († 1879)
- 9 luglio - Luigi Oreglia di Santo Stefano, cardinale e arcivescovo cattolico italiano († 1913)
- 10 luglio - Onesto Faccini, patriota italiano
- 14 luglio - Jervis McEntee, pittore statunitense († 1891)
- 14 luglio - Joseph Wells, crickettista inglese († 1910)
- 15 luglio - Raffaele Fiorini, liutaio italiano († 1898)
- 15 luglio - Francesco Magni, oculista e politico italiano († 1887)
- 16 luglio - James Roosevelt, imprenditore statunitense († 1900)
- 17 luglio - Vasilij Pavlovič Engelhardt, astronomo russo († 1915)
- 19 luglio - Adalberto di Baviera, principe († 1875)
- 19 luglio - François Émile Michel, pittore, critico d'arte e storico dell'arte francese († 1909)
- 19 luglio - Roger A. Pryor, politico, diplomatico e generale statunitense († 1919)
- 20 luglio - Guglielmo Nicola di Württemberg, militare austriaco († 1896)
- 21 luglio - Fratelli Archibugi, patriota italiano († 1849)
- 21 luglio - Luigi Boldrini, patriota, giornalista e politico italiano († 1894)
- 23 luglio - Louis Mérante, danzatore e coreografo francese († 1887)
- 24 luglio - Nikolaj Gavrilovič Černyševskij, filosofo, scrittore e lessicografo russo († 1889)
- 25 luglio - Pietro Tortarolo, ingegnere e politico italiano († 1908)
- 26 luglio - Albert Mooren, oculista tedesco († 1899)
- 28 luglio - Iosif Vladimirovič Gurko, generale e politico russo († 1901)
- 29 luglio - John Sargent Pillsbury, politico statunitense († 1901)
- 30 luglio - Paul-Ferdinand Gachet, medico, collezionista d'arte e pittore francese († 1909)
- 31 luglio - Ignacio de Veintemilla, politico ecuadoriano († 1908)

## Agosto(21)
- 3 agosto - Grigorij Ivanovič Čertkov, generale russo († 1884)
- 5 agosto - Giovanni Gaetano Rossi, direttore d'orchestra e compositore italiano († 1886)
- 5 agosto - Luisa dei Paesi Bassi, regina († 1871)
- 6 agosto - Andrew Taylor Still, medico, inventore e politico statunitense († 1917)
- 8 agosto - Bernhard von Poten, ufficiale e scrittore tedesco († 1910)
- 9 agosto - Eduard Müller, scultore tedesco († 1895)
- 10 agosto - Federigo Pizzuti, militare italiano († 1905)
- 11 agosto - George Osborne, IX duca di Leeds, nobile inglese († 1895)
- 11 agosto - Edward Salomon, politico statunitense († 1909)
- 15 agosto - Jean-Baptiste Billot, militare e politico francese († 1907)
- 16 agosto - Raffaello Motto, marinaio e patriota italiano († 1908)
- 17 agosto - Maria Deraismes, scrittrice e giornalista francese († 1894)
- 18 agosto - Julius Jacobson, oculista tedesco († 1889)
- 18 agosto - Enrico Ridolfi, storico dell'arte italiano († 1909)
- 24 agosto - Louis Baunard, presbitero, teologo e saggista francese († 1919)
- 24 agosto - Carlo Cagnola, politico italiano († 1895)
- 25 agosto - Konstantin Katakazi, diplomatico russo († 1890)
- 28 agosto - William Bellairs, militare e politico britannico († 1913)
- 30 agosto - Pierre Tetar van Elven, pittore e incisore olandese († 1908)
- 30 agosto - Carl Eduard Adolph Gerstaecker, zoologo e entomologo tedesco († 1895)
- 31 agosto - Antonio Picco, patriota, pittore e scrittore italiano († 1897)

## Settembre(26)
- 2 settembre - Jean-Baptiste Édouard Bornet, botanico francese († 1911)
- 3 settembre - Władysław Łuszczkiewicz, pittore polacco († 1900)
- 5 settembre - Luigia Codemo, scrittrice e romanziera italiana († 1898)
- 5 settembre - George Lambton, II conte di Durham, nobile inglese († 1879)
- 8 settembre - Joshua Chamberlain, docente, politico e generale statunitense († 1914)
- 8 settembre - George Crook, generale statunitense († 1890)
- 8 settembre - Antonio Tonini, alpinista e geografo svizzero († 1860)
- 8 settembre - Costantino di Hohenlohe-Schillingsfürst, militare austriaco († 1896)
- 9 settembre - Giovanni Nicotera, politico e patriota italiano († 1894)
- 9 settembre - Lev Tolstoj, scrittore, filosofo e educatore russo († 1910)
- 10 settembre - William Mathews, alpinista inglese († 1901)
- 15 settembre - Aleksandr Michajlovič Butlerov, chimico russo († 1886)
- 16 settembre - Ernest Lacan, giornalista, critico d'arte e fotografo francese († 1879)
- 19 settembre - Fridolin Anderwert, avvocato e politico svizzero († 1880)
- 20 settembre - Domenico Trigona di Sant'Elia, nobile e politico italiano († 1906)
- 24 settembre - Mercedes Molina y Ayala, religiosa ecuadoriana († 1883)
- 24 settembre - Girolamo Torquati, storico e archeologo italiano († 1897)
- 27 settembre - Antonio Barbieri, politico e imprenditore italiano († 1886)
- 27 settembre - Giovanni Battista Fabbio, militare italiano († 1915)
- 28 settembre - Friedrich Albert Lange, filosofo, sociologo e giornalista tedesco († 1875)
- 28 settembre - Antoinette de Mérode, contessa belga († 1864)
- 29 settembre - Lucie Blachet, fotografa olandese († 1907)
- 29 settembre - Henrich Melzer von Bärenheim, militare austriaco
- 30 settembre - Giuseppe Gerbaix de Sonnaz, politico italiano († 1905)
- 30 settembre - Lahiri Mahasaya, filosofo, religioso e mistico indiano († 1895)
- 30 settembre - József Samassa, cardinale e arcivescovo cattolico ungherese († 1912)

## Ottobre(26)
- 1º ottobre - Ana Rech, italiana († 1916)
- 2 ottobre - Charles Floquet, politico francese († 1896)
- 7 ottobre - Enrico Pessina, giurista, filosofo e politico italiano († 1916)
- 10 ottobre - Maria Enrichetta Dominici, religiosa italiana († 1894)
- 11 ottobre - Agostino Bajocco, politico italiano († 1920)
- 11 ottobre - André Henri Dargelas, pittore e disegnatore francese († 1906)
- 12 ottobre - Thomas Pichler, botanico austriaco († 1903)
- 16 ottobre - Domenico Bonaccorsi di Casalotto, politico italiano († 1917)
- 18 ottobre - Pedro Francisco Bono, politico e sociologo dominicano († 1906)
- 19 ottobre - Adolfo Fumagalli, pianista e compositore italiano († 1856)
- 20 ottobre - Heinrich Rehm, micologo tedesco († 1916)
- 21 ottobre - Émile Burnat, botanico svizzero († 1920)
- 21 ottobre - Victor Février, generale francese († 1908)
- 21 ottobre - Paolo Orengo, militare e politico italiano († 1921)
- 22 ottobre - Giovanni Rizzi, poeta italiano († 1889)
- 22 ottobre - Antonio Tosi, patriota italiano († 1906)
- 24 ottobre - Michail Grigor'evič Černjaev, generale russo († 1898)
- 25 ottobre - William Martin, velista francese († 1905)
- 26 ottobre - Leonardo Murialdo, presbitero italiano († 1900)
- 27 ottobre - Jacob D. Cox, avvocato e generale statunitense († 1900)
- 28 ottobre - François-Victor Hugo, traduttore francese († 1873)
- 29 ottobre - Thomas F. Bayard, politico e avvocato statunitense († 1898)
- 29 ottobre - Pietro Mongini, tenore italiano († 1874)
- 30 ottobre - Francesco Cagnola, avvocato, giornalista e politico italiano († 1913)
- 30 ottobre - Henry James, I barone James, avvocato e politico inglese († 1911)
- 31 ottobre - Joseph Wilson Swan, chimico, medico e inventore inglese († 1914)

## Novembre(34)
- 3 novembre - Jean-Marie-Georges Girard, barone di Soubeyran-Raynaud, politico, banchiere e dirigente d'azienda francese († 1897)
- 3 novembre - Joseph Hellmesberger, violinista, direttore d'orchestra e compositore austriaco († 1893)
- 3 novembre - Octavius Pickard-Cambridge, aracnologo, entomologo e zoologo inglese († 1917)
- 3 novembre - Vincenzo Tittoni, politico italiano († 1905)
- 4 novembre - Galeazzo Calciati, politico italiano († 1900)
- 4 novembre - Ernest Hello, scrittore e critico letterario francese († 1885)
- 6 novembre - Adolph Northen, pittore tedesco († 1876)
- 7 novembre - Paul Baudry, pittore francese († 1886)
- 7 novembre - Ludwig Deppe, compositore, direttore d'orchestra e pianista tedesco († 1890)
- 9 novembre - Dragan Cankov, politico bulgaro († 1911)
- 9 novembre - Friedrich Adolph Sorge, rivoluzionario tedesco († 1906)
- 10 novembre - Konrad Bayer, compositore di scacchi ceco († 1897)
- 11 novembre - Caterina Beretta, ballerina italiana († 1911)
- 11 novembre - Carlo Claudio Camillo Guarmani, viaggiatore italiano († 1884)
- 11 novembre - Eben Jenks Loomis, astronomo statunitense († 1912)
- 13 novembre - Gaetano Trezza, scrittore e filologo italiano († 1892)
- 13 novembre - Francesco de Feo, patriota italiano († 1879)
- 14 novembre - Gabriele Castagnola, pittore italiano († 1883)
- 14 novembre - Alan Cathcart, III conte Cathcart, nobile e ufficiale scozzese († 1905)
- 14 novembre - Charles de Freycinet, politico e ingegnere francese († 1923)
- 14 novembre - James B. McPherson, generale statunitense († 1864)
- 15 novembre - Lucien-Louis-Joseph-Napoléon Bonaparte, cardinale francese († 1895)
- 17 novembre - Valentin Paquay, francescano belga († 1905)
- 18 novembre - John Creswell, politico statunitense († 1891)
- 18 novembre - John Langdon Down, medico britannico († 1896)
- 19 novembre - Félix-Henri Giacomotti, pittore francese († 1909)
- 19 novembre - Frank Healey, compositore di scacchi britannico († 1908)
- 19 novembre - Rani Lakshmi Bai, regina indiana († 1858)
- 23 novembre - Francesco Bruno, magistrato e politico italiano († 1914)
- 23 novembre - Lotten von Düben, fotografa svedese († 1915)
- 24 novembre - Henry Lomb, ottico e imprenditore tedesco († 1908)
- 26 novembre - René Goblet, politico francese († 1905)
- 27 novembre - Cletto Arrighi, scrittore, giornalista e politico italiano († 1906)
- 30 novembre - Nicodemo I di Gerusalemme, arcivescovo ortodosso ottomano († 1910)

## Dicembre(28)
- 4 dicembre - Luigi Vannuccini, direttore d'orchestra e compositore italiano († 1911)
- 7 dicembre - Heinrich Karl von Haymerle, politico austriaco († 1881)
- 9 dicembre - Joseph Dietzgen, filosofo tedesco († 1888)
- 9 dicembre - Egidio Mauri, cardinale e arcivescovo cattolico italiano († 1896)
- 10 dicembre - Costantino Luppi, numismatico italiano († 1898)
- 11 dicembre - Alfred Wills, magistrato, scrittore e alpinista inglese († 1912)
- 12 dicembre - Joachim Joseph André Murat, politico e nobile francese († 1904)
- 13 dicembre - Enrico Falck, imprenditore e ingegnere francese († 1878)
- 14 dicembre - Arsenio Crespellani, archeologo e numismatico italiano († 1900)
- 14 dicembre - Émile de Najac, librettista e drammaturgo francese († 1889)
- 15 dicembre - Édouard Delessert, pittore e fotografo francese († 1898)
- 16 dicembre - Alexander Ross Clarke, militare e geodeta inglese († 1914)
- 17 dicembre - Eugène-Cyrille Brunet, scultore francese († 1906)
- 17 dicembre - Antonio Mendola, nobile e letterato italiano († 1908)
- 18 dicembre - Viktor Rydberg, scrittore e filosofo svedese († 1895)
- 19 dicembre - George Sutherland-Leveson-Gower, III duca di Sutherland, politico inglese († 1892)
- 20 dicembre - Luigi Chiozza, chimico e imprenditore italiano († 1889)
- 22 dicembre - Eduard Schönfeld, astronomo tedesco († 1891)
- 23 dicembre - Mathilde Wesendonck, poetessa tedesca († 1902)
- 25 dicembre - Theodore Low De Vinne, tipografo statunitense († 1914)
- 25 dicembre - Felice di Salm-Salm, generale e nobile tedesco († 1870)
- 28 dicembre - Egisto Paolo Fabbri, imprenditore, banchiere e mecenate italiano († 1894)
- 28 dicembre - Karl Ludwig Kahlbaum, psichiatra tedesco († 1899)
- 28 dicembre - Francesco Magani, vescovo cattolico italiano († 1907)
- 28 dicembre - Pietro Pollini, avvocato e politico svizzero († 1889)
- 29 dicembre - Alfredo Cappellini, ufficiale italiano († 1866)
- 30 dicembre - Gustave Roux, illustratore e pittore svizzero († 1885)
- 31 dicembre - Fitz-James O'Brien, scrittore irlandese († 1862)

## Senza giorno specificato(37)
- Miguel Luis Amunategui, scrittore cileno († 1888)
- Ferdinand Christian Gustav Arnold, botanico tedesco († 1901)
- Peter Becker, pittore tedesco († 1904)
- Luigi Berti, poliziotto italiano († 1890)
- Virginia Boccabadati, soprano italiano († 1922)
- Frank Calvert, diplomatico inglese († 1908)
- Jean-Baptiste Croz, alpinista francese († 1905)
- Giuseppe Durio, imprenditore italiano († 1896)
- Amalia Ferraris, danzatrice italiana († 1904)
- François-Auguste Gevaert, compositore belga († 1909)
- Johanna Wagner, soprano tedesca († 1894)
- Khanderao II Gaekwad, principe indiano († 1870)
- Allel Bou Korso, militare algerino († 1894)
- Friedrich August Körnicke, botanico tedesco († 1908)
- Rocco La Russa, patriota e medico italiano († 1860)
- Giovan Battista Lelli, pittore italiano († 1898)
- Pio Speranza Mazzoni, patriota, medico e agronomo italiano († 1889)
- Paolo Mencacci, giornalista, scrittore e attivista italiano († 1897)
- George Meredith, scrittore inglese († 1909)
- Angelo Moja, pittore italiano († 1885)
- Pietro Neri-Baraldi, tenore italiano († 1902)
- Francesco Oberholtzer, militare e ingegnere svizzero († 1891)
- Karl Robert Osten-Sacken, diplomatico e entomologo russo († 1906)
- Ely Parker, militare e politico nativo americano († 1895)
- Giuseppe Rizzotto, attore teatrale e commediografo italiano († 1895)
- Sakızlı Ahmed Esat Pascià, politico ottomano († 1875)
- Erik Siboni, compositore danese († 1892)
- Maria Spezia Aldighieri, soprano italiano († 1907)
- Frederic George Stephens, critico d'arte britannico († 1907)
- Maria Margherita Szewczyk, religiosa polacca († 1905)
- Josef Thoma, pittore austriaco († 1899)
- Giuseppe Vandoni, architetto italiano († 1877)
- Felice Venosta, scrittore italiano († 1889)
- Francisco de Paula del Villar y Lozano, architetto spagnolo († 1901)
- Federigo Wilson, artista inglese († 1908)
- Pierre Carey le Pelley, nobile britannico
- Şirvanlı Mehmed Rüşdi Pascià, politico ottomano († 1874)